# هشتاد و سومین دوره جوایز اسکار
هشتاد و سومین دوره مراسم اعطای جوایز اسکار در تاریخ ۲۷ فوریه ۲۰۱۱ در سالن کداک هالیوود برگزار شد. در این مراسم بهترین فیلم‌های سال ۲۰۱۰ جهان به انتخاب آکادمی علوم و هنرهای تصاویر متحرک جایزه گرفتند.
جیمز فرانکو و آن هاتاوی مجریان این مراسم بودند

## نامزدهای جوایز اصلی
| بهترین فیلم | بهترین کارگردان |
| --- | --- |
| - - سخنرانی پادشاه - تلقین - ۱۲۷ ساعت - قوی سیاه - مشت‌زن - بچه‌ها حال‌شان خوب است - شبکه اجتماعی - داستان اسباب‌بازی ۳ - شهامت واقعی - زمستان استخوان‌سوز                                   | - - تام هوپر – سخنرانی پادشاه - دارن آرنوفسکی – قوی سیاه - دیوید فینچر – شبکه اجتماعی - جوئل و اتان کوئن – شهامت واقعی - دیوید او راسل – مشت‌زن                                                       |
| بهترین بازیگر نقش اول مرد | بهترین بازیگر نقش اول زن |
| - - کالین فرث – سخنرانی پادشاه - خاویر باردم – زیبا - جف بریجز – شهامت واقعی - جسی آیزنبرگ – شبکه اجتماعی - جیمز فرانکو – ۱۲۷ ساعت                                                      | - - ناتالی پورتمن – قوی سیاه - آنت بنینگ – بچه‌ها حال‌شان خوب است - نیکول کیدمن – لانه خرگوش - جنیفر لاورنس – زمستان استخوان‌سوز - میشل ویلیامز – ولنتاین غمگین                                         |
| بهترین بازیگر نقش مکمل مرد | بهترین بازیگر نقش مکمل زن |
| - - کریستین بیل – مشت‌زن - جان هاوکز – زمستان استخوان‌سوز - جرمی رنر – شهرک - مارک روفالو – بچه‌ها حال‌شان خوب است - جئوفری راش – سخنرانی پادشاه                                            | - - ملیسا لئو – مشت‌زن - امی آدامز – مشت‌زن - هلنا بونهام کارتر – سخنرانی پادشاه - هیلی استاینفلد – شهامت واقعی - جکی ویور – قلمرو حیوانات                                                             |
| فیلم‌نامه اوریژینال | فیلم‌نامه اقتباسی |
| - - سخنرانی پادشاه – دیوید سیدلر - تلقین – کریستوفر نولان - سال دیگر – مایک لی - مشت‌زن – اسکات سیلور و اریک جانسون و پل تامسی - بچه‌ها حال‌شان خوب است – ریزا چولودنکو و استیوارت بلامبرگ | - - شبکه اجتماعی – آرون سورکین - ۱۲۷ ساعت – دنی بویل و سایمون بوفوی - داستان اسباب‌بازی ۳ – مایکل آرندت - شهامت واقعی – اتان کوئن، جوئل کوئن - زمستان استخوان‌سوز – آن روسلینی و دبرا گرانیک           |
| بهترین فیلم انیمیشن | بهترین فیلم غیر انگلیسی‌زبان |
| - داستان اسباب بازی ۳ – لی آنکریچ - چگونه اژدهای خود را تربیت کنیم – کریس سندرس و دین دوبلوا - شعبده باز – سیلوین چومت                                                                  | - در یک دنیای بهتر (دانمارک) – سوزان بیر - زیبا (مکزیک) – آلخاندرو گونزالز اینیاریتو - دندان سگ (یونان) – یورگوس لانتیموس - آتش‌سوزی‌ها (کانادا) – دنیس ویلنو - بیرون از قانون (الجزایر) – رشید بوشارب |
| میکس صدا | تدوین صدا |
| - - تلقین - سخنرانی پادشاه - سالت - شبکه اجتماعی - شهامت واقعی | - - تلقین – ریچارد کینگ - داستان اسباب‌بازی ۳ – تام میرز و مایکل سیلورز - ترون: میراث – گوندولین ییتز و ادیسون تیگ - شهامت واقعی – اسکیپ لیوسی و کیو بارکی - توقف ناپذیر – مارک استاکینگر             |
| فیلمبرداری | تدوین |
| - - تلقین – والی فیستر - سخنرانی پادشاه – دنی کوهن - قوی سیاه – متیو لباتیک - شبکه اجتماعی – جف کراننوس - شهامت واقعی – راجر دیکینز                                                     | - - شبکه اجتماعی - ۱۲۷ ساعت - قوی سیاه - سخنرانی پادشاه - مشت‌زن |